# Fédération de Biélorussie de hockey sur glace
La Fédération biélorusse de hockey sur glace (biélorusse : Фэдэрацыя хакея Рэспублікі Беларусь) est l'organisme officiel qui gère le hockey sur glace en Biélorussie.
La BIHA fut fondée en 1992 et est devenu membre de la Fédération internationale de hockey sur glace le 6 mai 1912.
Elle a sous sa tutelle les différentes équipe de Biélorussie de hockey sur glace (senior, junior, moins de 18 ans).
Elle organise différentes compétitions de clubs dont l'Ekstraliga et la Coupe de Biélorussie.
Depuis le 9 septembre 2020, la Fédération biélorusse de hockey sur glace est dirigée par Dzmitry Baskau (simple) qui est accusé d'être impliqué dans le meurtre du manifestant Raman Bandarenka. Pour cette raison, le gouvernement letton a imposé une interdiction de voyager à Baskau.

Ancien logo de la fédération.